# Moxostoma macrolepidotum
Pour les articles homonymes, voir Chevalier rouge.
Espèce
Statut de conservation UICN

LC : Préoccupation mineure
Le Chevalier rouge (Moxostoma macrolepidotum) est une espèce de poissons cypriniformes de la famille des catostomidés.